# Orphnurgus dorisae
Orphnurgus dorisae is een zeekomkommer uit de familie Deimatidae.
De wetenschappelijke naam van de soort werd in 2002 gepubliceerd door Pawson.